# Sehndorf

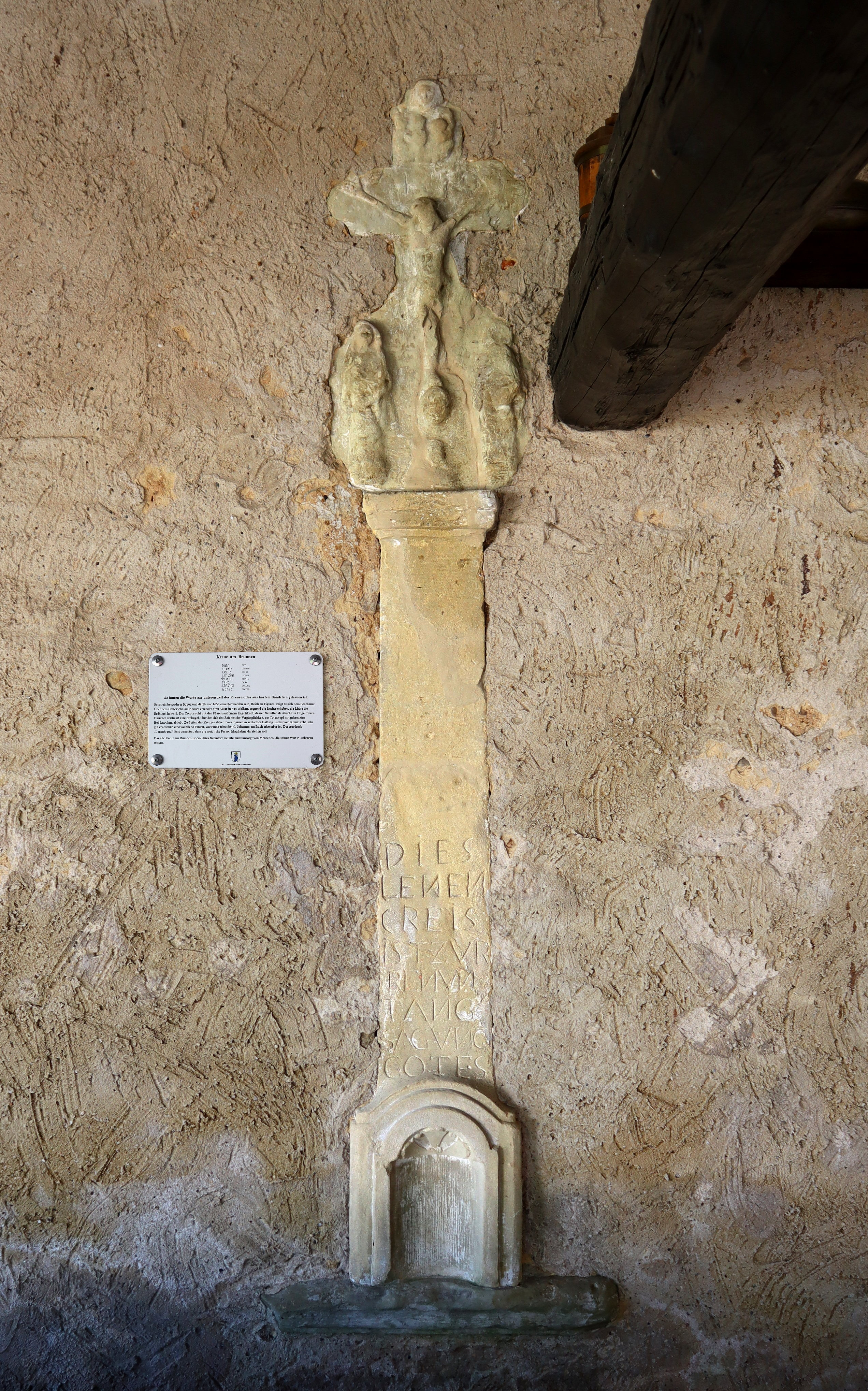
Wegekreuz aus dem 18. Jahrhundert im historischen Waschhaus

Sehndorf ist ein Ortsteil und Gemeindebezirk der Gemeinde Perl im Landkreis Merzig-Wadern (Saarland). Bis Ende 1973 war Sehndorf eine eigenständige Gemeinde.
Die erste urkundliche Erwähnung fand im Jahr 1129 aus Anlass einer Übertragung eines Weingutes durch den Erzbischof Meginher von Trier statt.
Sehenswert sind das historische Waschhaus aus dem 19. Jahrhundert sowie der Ortskern mit alten Bauern- und Winzerhöfen.
Sehndorf hat Preise im Wettbewerb „Unser Dorf soll schöner werden“ gewonnen (Bundesebene: Silber, Landesebene: Gold). Zudem befindet sich hier ein Weinanbaugebiet.
Im Rahmen der saarländischen Gebiets- und Verwaltungsreform wurde die bis dahin eigenständige Gemeinde Sehndorf am 1. Januar 1974 zusammen mit 13 anderen Gemeinden der neuen Gemeinde Perl zugeordnet.
Einwohnerentwicklung
Die Entwicklung der Einwohnerzahl von Sehndorf – die Werte von 1939 bis 1974 beruhen auf Volkszählungen:
| Jahr | Einwohner |
| ---- | --------- |
| 1939 | 260       |
| 1950 | 239       |
| 1961 | 221       |
| 1970 | 216       |
| 1974 | 219       |
| 2004 | 204       |
| 2010 | 227       |
| 2017 | 248       |
| 2020 | 240       |